# Gintaras Juodeikis
Gintaras Juodeikis (Klaipėda, 13 januari 1973) is een Litouws voetballer. Hij speelt sinds 2009 als middenvelder bij de Litouwse voetbalclub FK Mažeikiai.

## Carrière

### Clubs
- 2009/... -  FK Mažeikiai
- 2005/2009 -  FK Šiauliai
- 1999/2005 -  FBK Kaunas
- 1999  Kareda Ŝiauliai
- 1995/1999 -  Atlantas Klaipeda
- 1993/1994 -  Romar Mazeikiai

### Nationale ploeg
Juodeikis speelde twee interlands voor de Litouwse nationale ploeg gespeeld, maar scoorde daarin niet. Hij maakte zijn debuut als invaller op 16 augustus 1998 in de vriendschappelijke oefenwedstrijd tegen Moldavië (1-1). Zijn tweede en laatste optreden volgde exact twee jaar later in Viseu tegen Portugal (5-1 nederlaag).